# John L. Sullivan
John Lawrence Sullivan, przydomek Boston Strong Boy (ur. 15 października 1858 w Roxbury k. Bostonu, zm. 2 lutego 1918 w Mattapan, w Massachusetts) – amerykański pięściarz pochodzenia irlandzkiego, uznawany za pierwszego mistrza świata wagi ciężkiej we współczesnym zawodowym boksie.

## Początek kariery
Urodził się 15 października 1858 roku w Roxbury, w stanie Massachusetts. Karierę bokserską rozpoczął w wieku 18 lat, kiedy powszechnie walczono jeszcze na gołe pięści według London Prize Ring Rules.
Sullivan był stosunkowo niewysoki (178 cm), ale mocno zbudowany i obdarzony silnym ciosem z prawej ręki. Jego styl walki opierał się na ciągłym ataku, szukaniu nokautującego ciosu, z techniką do końca kariery pozostał na bakier. Pierwszy poważniejszy sukces odniósł 6 kwietnia 1880 roku, kiedy stoczył w Bostonie co prawda pokazową tylko walkę z aktualnym mistrzem Ameryki Joe Gossem, ale był stroną wyraźnie dominującą. Zachęcony tym wydarzeniem Sullivan ogłosił 26 czerwca tegoż roku, że za 500 dolarów jest gotów walczyć z każdym w Ameryce, w rękawicach lub bez. Podczas jednej z takich walk w Cincinnati został razem ze swym rywalem aresztowany, w niektórych stanach walki o pieniądze były zakazane.

## Droga na szczyt
Wielką sławą okrył się 16 maja 1881 roku w Yonkers, kiedy w ośmiu rundach (16 minut) pokonał dużo silniejszego fizycznie Johna Flooda. Ta walka z obawy przed policją odbyła się na zacumowanej barce. 7 lutego 1882 roku w Mississippi City zdobył tytuł mistrza Ameryki, pokonując w 9 rundach (10:30 min.) aktualnego czempiona Paddy'ego Ryana. Od tego momentu Sullivan stał się bożyszczem tłumów, pisano o nim artykuły i książki, opowiadano mnóstwo anegdot, często mocno przesadzonych. Odbywał liczne tournée po Ameryce, Europie i toczył wiele walk pokazowych. 

## Walki z Mitchellem
Najgroźniejszym jego rywalem w tym czasie był brytyjski czempion Charley Mitchell, zawodnik o dużo skromniejszych warunkach fizycznych, ale mocno bijący. Pierwszy raz spotkali się na ringu 14 maja 1883 roku w Nowym Jorku. Walkę po trzech rundach przerwała policja, a mimo że już w pierwszej rundzie Sullivan był na deskach, to jemu przyznano zwycięstwo. Następny ich pojedynek został zakontraktowany na 30 maja 1884 roku, ale Sullivan, który mocno już wtedy nadużywał whisky nie wyszedł na ring - był po prostu pijany. Jako ulubieńcowi Ameryki uszło mu to na sucho. Do walki doszło dopiero 10 marca 1888 roku w Chantilly, we Francji. Trwała 3 godziny 10 minut i 55 sekund; po 39 rundach ogłoszono remis.

## Walka z McCaffreyem
Sullivan walczył w epoce przejściowej pomiędzy erą walki na gołe pięści (według London Prize Ring Rules) a współczesnym boksem w rękawicach (według Queensberry Rules). Jednym z pojedynków toczonych według tych drugich zasad była jego zwycięska walka z Dominickiem McCaffreyem z 29 sierpnia 1885 roku, często wymieniana jako pierwsza w historii o mistrzostwo świata wagi ciężkiej, choć formalnie Sullivan nie był ówcześnie uznawany poza terenem USA za czempiona.

## Walka z Kilrainem

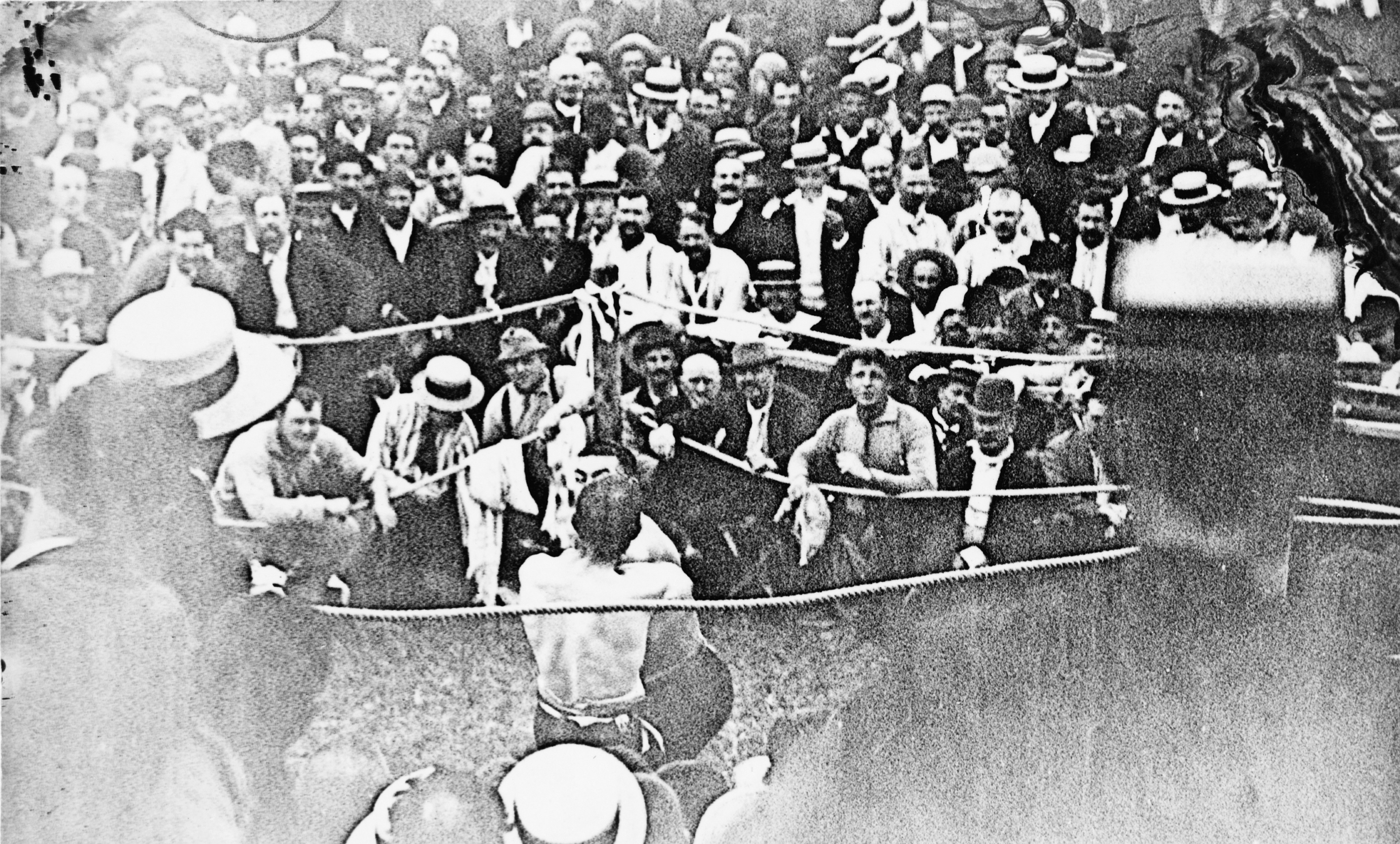
Walka z Kilrainem

Najsłynniejszym pojedynkiem stoczonym przez Sullivana była walka z Jakiem Kilrainem, która odbyła się 8 lipca 1889 roku w Richburgu w stanie Mississippi. Była to ostatnia walka o mistrzostwo USA stoczona na gołe pięści według London Rules; przeszła do historii pod nazwą Masakra w Richburgu. Rozpoczęto ją o godzinie 11 pod gołym niebem, przy palącym słońcu i w temperaturze przekraczającej 30 stopni w cieniu. Trwała 2 godziny 16 minut i 23 sekundy, była krwawa, zacięta, obaj bokserzy zmasakrowali się wzajemnie, byli u kresu wytrzymałości, ale żaden nie chciał ustąpić. Wreszcie po 75 rundach sekundant Kilraina poddał swojego zawodnika w obawie o jego życie. Po tym pojedynku wielbiciele Sullivana ufundowali mu wspaniały pas, ozdobiony złotem i 397 brylantami - pierwowzór dzisiejszych pasów mistrzowskich.
Walka ta po raz pierwszy była poprzedzona krótkimi notatkami w prasie, opisującymi treningi obu zawodników. Prasa spekulowała także, na temat miejsca rozegrania pojedynku. Tradycyjnie za centrum walki na gołe pięści uznawany był Nowy Orlean, jednakże gubernator Luizjany zakazał walk w swoim stanie. Sullivan trenował miesiącami w Belfast pod kierunkiem Williama Muldoona, którego największym problemem było trzymanie Sulivana z dala od alkoholu. Raport z treningu Sullivana w Belfaście został napisany przez Nellie Bly i został w opublikowany w New York World

## Upadek
Po tej walce Sullivan na dobre wcielił się w rolę idola, zaniedbał treningi, prowadził hulaszczy tryb życia. Wtedy właśnie powstała bariera rasowa, czempion ani myślał narażać się na przegraną z groźnym Peterem Jacksonem. Wiódł wesołe życie, od czasu do czasu dawał pokazówki, występował nawet w teatrach, rozpił się na dobre i roztył do 105 kg. Bezgranicznie pewny siebie zgodził się na walkę o tytuł z Jimem Corbettem, z którym stoczył kiedyś pokazówkę i nie miał o nim zbyt wysokiego mniemania. Wynegocjował, aby w tej walce nagrody nie dzielono pomiędzy walczących, jak to było wówczas w zwyczaju, całość miała przypaść zwycięzcy. Pojedynek odbył się 7 września 1892 roku w Nowym Orleanie. Jego stawką był tytuł mistrza świata oraz 25000 dolarów. Sullivan ważył 96 kg; Corbett miał 26 lat, 186 cm wzrostu i ważył 81 kg. Przebieg walki całkowicie udokumentował przewagę pięknego, technicznego boksu w wykonaniu Corbetta nad siłowym, jednostajnym dążeniem do zadania nokautującego ciosu w wykonaniu Sullivana. Mistrz nie mógł trafić Corbetta, stopniowo opadał z sił, aż wreszcie w 21. rundzie został znokautowany. Oznaczało to koniec pewnej epoki w dziejach boksu.

## Dalsze losy
Po utracie tytułu Sullivan poświęcił się pracy w teatrze, choć nie był dobrym aktorem był ciągle bardzo popularny i lubiany. Na ring wychodził sporadycznie, przeważnie angażowano go do pokazówek ze wschodzącymi gwiazdami; zaszczytu spotkania się z nim dostąpili m.in. Tom Sharkey i Jim Jeffries. W 1905 roku zerwał z piciem, stał się natomiast aktywnym uczestnikiem kampanii przeciwalkoholowej, objeżdżał kraj z prelekcjami, na swoim własnym przykładzie ukazywał zgubne skutki tego nałogu.
Zmarł na atak serca 2 lutego 1918 roku w Abingdon w stanie Massachusetts. W pogrzebie uczestniczyły tysiące ludzi, list kondolencyjny przysłał m.in. jego zagorzały wielbiciel, były prezydent USA Theodore Roosevelt.
W 1990 roku został wpisany do Międzynarodowej Bokserskiej Galerii Sław (International Boxing Hall of Fame).

## Bilans walk zawodowych
- 50 zwycięstw (w tym 35 przed czasem)
- 4 remisy
- 1 porażka
- 80 pokazówek